# Ihlow (Brandeburgo)
Ihlow è un comune di 637 abitanti del Brandeburgo, in Germania.

Appartiene al circondario del Teltow-Fläming ed è parte dell'Amt Dahme/Mark.

## Storia
Il 31 dicembre 2001 vennero aggregati al comune di Ihlow i comuni di Bollensdorf, Illmersdorf, Mehlsdorf, Niendorf e Rietdorf.

## Geografia antropica
Al comune di Ihlow appartengono le frazioni di Bollensdorf, Ihlow, Illmersdorf, Mehlsdorf, Niendorf e Rietdorf, e la località di Karlsdorf.

## Società

### Evoluzione demografica
| Anno | Abitanti |
| ---- | -------- |
| 1875 | 1 455    |
| 1890 | 1 498    |
| 1910 | 1 432    |
| 1925 | 1 445    |
| 1933 | 1 337    |
| 1939 | 1 330    |
| 1946 | 1 822    |
| 1950 | 1 746    |
| 1964 | 1 263    |
| 1971 | 1 156    |

| Anno | Abitanti |
| ---- | -------- |
| 1981 | 1 009    |
| 1985 | 965      |
| 1989 | 924      |
| 1990 | 910      |
| 1991 | 893      |
| 1992 | 887      |
| 1993 | 859      |
| 1994 | 851      |
| 1995 | 847      |
| 1996 | 831      |

| Anno | Abitanti |
| ---- | -------- |
| 1997 | 845      |
| 1998 | 861      |
| 1999 | 857      |
| 2000 | 835      |
| 2001 | 834      |
| 2002 | 828      |
| 2003 | 833      |
| 2004 | 848      |
| 2005 | 813      |
| 2006 | 802      |

| Anno | Abitanti |
| ---- | -------- |
| 2007 | 811      |
| 2008 | 803      |
| 2009 | 781      |
| 2010 | 773      |
| 2011 | 750      |
| 2012 | 750      |
| 2013 | 730      |